# Listrura nematopteryx
Listrura nematopteryx är en fiskart som beskrevs av De Pinna, 1988. Listrura nematopteryx ingår i släktet Listrura och familjen Trichomycteridae. Inga underarter finns listade i Catalogue of Life.